# Самарский район (Ростовская область)
Самарский район — административно-территориальная единица в составе Ростовской области РСФСР, существовавшая в 1935—1963 годах. Административный центр — село Самарское.

## История
Самарский район был образован в 1935 году в результате разделения Азовского района Ростовской области на Азовский, Александровский и Самарский районы.
С 13 сентября 1937 года он вошёл в состав Ростовской области.
В феврале 1963 года Самарский район был упразднён и его территория вошла в Азовский район.